# Hồng Đào (diễn viên)
Nguyễn Đình Hồng Đào (sinh ngày 25 tháng 9 năm 1962), thường được biết đến với nghệ danh Hồng Đào, là một nữ diễn viên người Mỹ gốc Việt.

## Tiểu sử
Nguyễn Đình Hồng Đào sinh ra tại thành phố Buôn Ma Thuột, tỉnh Đắk Lắk, có cha mẹ là người miền Bắc.
Năm 1983, bà tốt nghiệp khoa diễn viên trường Cao đẳng Sân khấu Điện ảnh Thành phố Hồ Chí Minh. Năm 1994, bà sang định cư tại Bắc California, Hoa Kỳ. Hiện nay, bà sống ở Nam California với gia đình. Từ 2015, bà thường xuyên về Việt Nam tham gia nhiều hoạt động hơn.

## Sự nghiệp
Sự nghiệp của Hồng Đào bắt đầu khi bà tham gia vào vở kịch Đêm họa mi năm 1982 cùng Thành Lộc, khi đó bà còn là sinh viên năm thứ hai tại Trường Cao đẳng Sân khấu Điện ảnh Thành phố Hồ Chí Minh. Sau khi ra trường, bà đầu quân vào Đoàn kịch nói trẻ Thành phố Hồ Chí Minh, tham gia vở kịch Tôi chờ ông đạo diễn (1985) của Lê Hoàng. Sân khấu 5B Võ Văn Tần cũng là nơi để bà thăng hoa với những vở diễn buổi đầu sự nghiệp của mình như: Ngôi nhà không có đàn ông, Giấc mộng kê vàng, Lôi vũ,... Ngoài ra, bà còn tham gia nhiều bộ phim điện ảnh.
Khi sự nghiệp đang trên đà phát triển, bà chính thức từ giã quê hương để sang Mỹ định cư theo diện đoàn tụ gia đình năm 1994. Ở Mỹ, bà cùng chồng là Quang Minh trở thành bộ đôi nghệ sĩ hài hải ngoại nổi tiếng hoạt động cho các trung tâm như Thúy Nga, Asia, Vân Sơn. Năm 2010, cả hai trở về Việt Nam để tham gia diễn xuất trong bộ phim Gia đình số đỏ. Từ sau 2019, cả hai tách ra hoạt động riêng (vì ly hôn).
Vào tháng 4 năm 2023, bà xuất hiện lần đầu tại Hollywood trong bộ phim Beef (Bất Hoà) cho Netflix. Đến giữa tháng 5 năm 2023, bà mới trở về Việt Nam. Sắp tới, bà cùng với nhà báo Lại Văn Sâm, nhà ngoại giao Lại Ngọc Đoàn, NSND Hồng Vân và nghệ sĩ Thanh Thủy cùng với MC Khánh Vy sẽ tham gia chương trình Có hẹn cùng thanh xuân với tư cách là nhân vật trải nghiệm, dự kiến sẽ lên sóng trên kênh VTV3 vào ngày 22 tháng 10 tới đây.

## Phim

### Phim điện ảnh
| Năm  | Tựa phim                     | Đạo diễn                | Vai diễn                 |
| ---- | ---------------------------- | ----------------------- | ------------------------ |
| 1990 | Đôi ngã đường tình           | Lý Sơn                  |                          |
| 1990 | Cô thủ môn tội nghiệp        | Trần Cảnh Đôn           | Kiều Dung                |
| 1991 | Hoa nở lối em về             | Phượng Hoàng            | Loan                     |
| 1991 | Sinh viên và tình yêu lầm lỡ | Trần Cảnh Đôn           | Lan                      |
| 1992 | Tình và hận                  | Lê Cung Bắc             |                          |
| 1992 | Ta tắm ao ta                 | Lê Cung Bắc             | Ngọt                     |
| 1992 | Sau những giấc mơ hồng       | Phượng Hồng             | Thảo                     |
| 1992 | Bên dòng sông Trẹm           | Lê Dân; Phạm Việt Thanh | Vợ Triệu Vỹ              |
| 1993 | Nước mắt học trò             | Lý Sơn                  | Thư                      |
| 1994 | Tình nàng áo trắng           |                         | Yến                      |
| 1994 | Phượng Sài Gòn               |                         | Trịnh Lan Anh            |
| 1994 | Đoạn cuối ở Bangkok          | Trần Cảnh Đôn           | Thùy Lan                 |
| 1994 | Bông hồng đẫm lệ             | Trần Cảnh Đôn           | Lan                      |
| 1995 | Sân ga tình yêu              | Lê Anh                  |                          |
| 1995 | Sao em nỡ vội lấy chồng      | Trần Cảnh Đôn           | Cao Thiên Trang          |
| 2001 | Vật đổi sao dời              | Charlie Nguyễn          | Lan                      |
| 2016 | Cho em gần anh thêm chút nữa | Văn Công Viễn           | Bà Trang                 |
| 2018 | Quý cô thừa kế               | Hoàng Duy               | Cô Lai                   |
| 2019 | Cua lại vợ bầu               | Nhất Trung              | Bà Tài                   |
| 2019 | Thưa mẹ con đi               | Trịnh Đình Lê Minh      | Bà Hạnh                  |
| 2019 | Tìm chồng cho mẹ             | Thủy Trần               | Diệp Anh                 |
| 2019 | Ngôi nhà bươm bướm           | Huỳnh Tuấn Anh          | Bà Mai                   |
| 2019 | Hoa hậu giang hồ             | Lương Mạnh Hải          | Bà Khanh                 |
| 2024 | Mai                          | Trấn Thành              | Bà Đào                   |
| 2024 | Linh Miêu: Quỷ nhập tràng    | Lưu Thành Luân          | Mệ Bích                  |
| 2024 | Chị dâu                      | Khương Ngọc             | Ba Kỳ                    |
| 2025 | Mang mẹ đi bỏ                | Mo Hong Jin             | Lê Thị Hạnh              |
| 2025 | Chốt đơn!                    | Bảo Nhân, Namcito       | Bà Bình                  |
| 2025 | Yêu vì tiền, điên vì tình    | Hà Diệu Kỳ              | Dư Tiếu Cầm (lồng tiếng) |

### Phim truyền hình / Web Drama
| Năm  | Tựa phim             | Đạo diễn          | Vai diễn         | Chú Thích                                    |
| ---- | -------------------- | ----------------- | ---------------- | -------------------------------------------- |
| 2008 | Tòa án công lý       | Huỳnh Ngọc Điền   | Cô Trần Ngô      |                                              |
| 2010 | Gia đình số đỏ       | Văn Công Viễn     | Ba Phát          |                                              |
| 2017 | Gia đình vui nhộn    | Nguyễn Minh Chung | Mộng Lan         |                                              |
| 2020 | Phượng khấu          | Huỳnh Tuấn Anh    | Phạm Hiệu Nguyệt |                                              |
| 2021 | Trừ Yêu Đại Sư Huynh | Phong Lê          | bà Đào           |                                              |
| 2023 | Beef (Bất Hoà)       | Jake Schreier     | Hạnh Trịnh Lau   | Netflix; tập 8 "Rắc rối đến từ lựa chọn đầu" |

## Kịch

### Chính kịch
1. Đêm họa mi (1982)
2. Tôi chờ ông đạo diễn (1985)
3. Lối sống hiện đại (1989) (vai Hương)
4. Nhà Búp Bê  (vai Nora)

### Hài kịch

#### Trung tâm Vân Sơn
| STT | Tiết mục               | Thể hiện với                                                                             | Chương trình | Năm  |
| --- | ---------------------- | ---------------------------------------------------------------------------------------- | ------------ | ---- |
| 1   | Ông Ninh Ông Nang      | Vân Sơn, Hoài Linh, Bé Mập                                                               | Vân Sơn 3    | 1996 |
| 2   | Nàng Karaoke           | Vân Sơn, Út Mập, Ngô Tấn Triển                                                           | Vân Sơn 5    | 1997 |
| 3   | Táo Quân               | Vân Sơn, Hoài Linh, Út Mập, Bé Mập                                                       | Vân Sơn 5    | 1997 |
| 4   | Nhất Nghệ Tinh         | Vân Sơn, Thanh Trúc, Việt Thi                                                            | Vân Sơn 6    | 1997 |
| 5   | Lỡ Thời                | Quang Minh, Hoài Linh, Huyền Nhiệm                                                       | Vân Sơn 6    | 1997 |
| 6   | Hắc Bạch Công Tử       | Vân Sơn, Hoài Linh, Út Mập, Bé Mập                                                       | Vân Sơn 6    | 1997 |
| 7   | Con Riêng              | Quang Minh, Hoài Linh, Giáng Ngọc                                                        | Vân Sơn 7    | 1998 |
| 8   | Chuyện Vợ Chuyện Chồng | Quang Minh                                                                               | Vân Sơn 8    | 1998 |
| 9   | Lô Độc Đắc             | Quang Minh                                                                               | Vân Sơn 9    | 1998 |
| 10  | Con Gái Bây Giờ        | Quang Minh                                                                               | Vân Sơn 10   | 1998 |
| 11  | Nhịp Cầu Tri Âm        | Quang Minh, Vân Sơn, Giáng Ngọc                                                          | Vân Sơn 11   | 1999 |
| 12  | Tống Hổ Nghinh Mẹo     | Quang Minh                                                                               | Vân Sơn 11   | 1999 |
| 13  | Táo Quân 2             | Quang Minh, Vân Sơn, Hoài Linh, Bé Mập, Nghĩa Sứa                                        | Vân Sơn 11   | 1999 |
| 14  | Một Góc Cuộc Đời       | Quang Minh                                                                               | Vân Sơn 12   | 1999 |
| 15  | Lột Mặt Nạ             | Quang Minh, Vân Sơn, Bảo Liêm, Giáng Ngọc, Uyên Chi                                      | Vân Sơn 12   | 1999 |
| 16  | Ngày Gặp Mặt           | Quang Minh, Vân Sơn                                                                      | Vân Sơn 13   | 1999 |
| 17  | Lột Xác                | Quang Minh, Vân Sơn, Giáng Ngọc, Thúy Ái, Minh Trí                                       | Vân Sơn 14   | 1999 |
| 18  | Đêm Sinh Nhật          | Văn Sơn, Quang Kiệt, Thanh Trúc, Việt Thi                                                | Vân Sơn 14   | 1999 |
| 19  | Chén Xôi Xui Xẻo       | Quang Minh, Vân Sơn, Giáng Ngọc, Văn Chung, Linh Tuấn, Bảo Hiền                          | Vân Sơn 14   | 1999 |
| 20  | Giấc Mơ Nghệ sĩ        | Quang Minh, Bé Mập, Ngọc Lâm                                                             | Vân Sơn 15   | 2000 |
| 21  | Ông Sui Bà Sui         | Quang Minh, Quang Kiệt, Mỹ Trinh, Khả Tú, Quốc Tuấn                                      | Vân Sơn 16   | 2000 |
| 22  | Ngày Valentine         | Quang Minh, Việt Thi, Bảo Hiền                                                           | Vân Sơn 16   | 2000 |
| 23  | Câu Chuyện Cổ Tích     | Quang Minh                                                                               | Vân Sơn 17   | 2000 |
| 24  | Đàn Ông Hấp Rượu       | Quang Minh                                                                               | Vân Sơn 18   | 2000 |
| 25  | Hoa Mộc Lan            | Quang Minh, Vân Sơn, Bảo Liêm, Văn Chung, Mỹ Trinh, Giáng Ngọc, Ngọc Diễm                | Vân Sơn 18   | 2000 |
| 26  | Adam & Eva             | Quang Minh                                                                               | Vân Sơn 19   | 2001 |
| 27  | Thằng Bờm              | Quang Minh, Vân Sơn, Bảo Liêm, Văn Chung, Bích Tuyền, Nghĩa Sứa                          | Vân Sơn 19   | 2001 |
| 28  | Tết Này Anh Trở Về     | Quang Minh                                                                               | Vân Sơn 20   | 2001 |
| 29  | Mượn Vợ                | Quang Minh, Vân Sơn, Bảo Liêm                                                            | Vân Sơn 20   | 2001 |
| 30  | Rock Nụ cười           | Rock Nụ cười, Vân Sơn, Bảo Liêm, Việt Thảo                                               | Vân Sơn 21   | 2002 |
| 31  | Ba Chớp Ba Nháng       | Quang Minh, Minh Trí, Việt Thy                                                           | Vân Sơn 21   | 2002 |
| 32  | Vật đổi sao dời        | Vân Sơn, Bảo Liêm, Quang Minh, Thanh Trúc, Bảo Liêm, Bé Mập, Văn Chung, Anh Thư, Mạc Can | Vân Sơn 22   | 2002 |
| 33  | Tứ Hành Xung           | Quang Minh, Vân Sơn, Bảo Liêm                                                            | Vân Sơn 22   | 2002 |
| 34  | Căn Bệnh Thế Kỷ        | Quang Minh, Vân Sơn, Bảo Liêm                                                            | Vân Sơn 23   | 2002 |
| 35  | Hoạn Thư International | Quang Minh                                                                               | Vân Sơn 23   | 2002 |
| 36  | Bác sĩ Thẩm mỹ         | Quang Minh                                                                               | Vân Sơn 24   | 2003 |
| 37  | Hoàng Tử Của Lòng Em   | Quang Minh                                                                               | Vân Sơn 25   | 2003 |
| 38  | Nắng Lạ 1, 2 & 3       | Vân Sơn, Bảo Liêm, Lê Huỳnh, Charlie, Vicky, Minh Trí, Việt Thi                          | Vân Sơn 26   | 2004 |
| 39  | Nữ hoàng Chuối Chiên   | Sony, Hoài Tâm, Quang Minh                                                               | Vân Sơn 27   | 2004 |
| 40  | Ách Giữa Đàng          | Vân Sơn, Bảo Liêm, Việt Thi, Quang Minh                                                  | Vân Sơn 27   | 2004 |
| 41  | Suýt Thành Hoa hậu     | Vân Sơn                                                                                  | Vân Sơn 28   | 2004 |
| 42  | Chuyện Thiên Hạ        | Quang Minh                                                                               | Vân Sơn 28   | 2004 |
| 43  | 1001 Đêm               | Vân Sơn                                                                                  | Vân Sơn 29   | 2005 |
| 44  | Robo Vợ                | Quang Minh                                                                               | Vân Sơn 29   | 2005 |
| 45  | Người Bạn Tốt          | Vân Sơn, Bảo Liêm, Diễm Liên, Quang Minh                                                 | Vân Sơn 29   | 2005 |
| 46  | Đại Náo Hà Tiên        | Vân Sơn, Bảo Liêm                                                                        | Vân Sơn 30   | 2005 |
| 47  | Xin Không Trở Lại      | Quang Minh                                                                               | Vân Sơn 30   | 2005 |
| 48  | Đời Sẽ Có Nhau         | Quang Minh                                                                               | Vân Sơn 31   | 2005 |
| 49  | Duyên Truyền Kiếp      | Vân Sơn, Bé Tí                                                                           | Vân Sơn 31   | 2005 |
| 50  | Hai Lá Thư             | Vân Sơn, Bảo Liêm, Quang Minh                                                            | Vân Sơn 31   | 2005 |
| 51  | Hai Bà Mẹ              | Jonathan Phan, Linda, Quang Minh                                                         | Vân Sơn 32   | 2005 |
| 52  | Người Chồng Bất Đắc Dĩ | Vân Sơn, Bảo Liêm, Trường Vũ                                                             | Vân Sơn 32   | 2005 |
| 53  | Trước Giờ Đầu Thai     | Quang Minh                                                                               | Vân Sơn 33   | 2006 |
| 54  | Hàng Độc               | Tracy, Quang Minh                                                                        | Vân Sơn 34   | 2006 |
| 55  | Mộng Bất Bình Thường   | Lê Huỳnh, Vicky, Tí Tẹo, Quang Minh                                                      | Vân Sơn 35   | 2006 |
| 56  | Đám Cưới Đầu Hè        | Hoàng Nghĩa, Vân Sơn,Quang Minh                                                          | Vân Sơn 36   | 2007 |
| 57  | Hội Ngộ                | Minh Nhí, Quang Minh                                                                     | Vân Sơn 38   | 2007 |
| 58  | Welcome To America     | Vân Sơn, Quang Minh                                                                      | Vân Sơn 39   | 2008 |
| 59  | Một Ngày Hạnh Phúc     | Vân Sơn, Quang Minh                                                                      | Vân Sơn 40   | 2008 |
| 60  | Yêu Cô Gái Miền Tây    | Vân Sơn                                                                                  | Vân Sơn 41   | 2008 |
| 61  | Quê Hương Tôi Gặp Lại  | Hữu Nghĩa, Quang Minh                                                                    | Vân Sơn 41   | 2008 |
| 62  | Chuyện Tình Mùa Đông   | Quang Minh                                                                               | Vân Sơn 42   | 2009 |
| 63  | Ngày trở về            | Vân Sơn, Don Nguyễn, Quang Minh                                                          | Vân Sơn 44   | 2010 |
| 64  | Ai Là Triệu Phú        | Quang Minh                                                                               | Vân Sơn 45   | 2010 |
| 65  | Chè Xanh Internet      | Quang Minh                                                                               | Vân Sơn 46   | 2011 |
| 66  | Một Chuyến Đi Về       | Lê Nguyên, Quang Minh                                                                    | Vân Sơn 47   | 2011 |
| 67  | Người Của Công Chúng   | Quang Minh                                                                               | Vân Sơn 48   | 2012 |
| 68  | Garage Sale            | Bảo Chung, Quang Minh                                                                    | Vân Sơn 49   | 2013 |
| 69  | Đêm trắng              | Vân Sơn, Bảo Chung, Quang Minh                                                           | Vân Sơn 49   | 2013 |

#### Trung tâm Tình
| STT | Tiết mục                      | Thể hiện với                    | Chương trình                      | Năm  |
| --- | ----------------------------- | ------------------------------- | --------------------------------- | ---- |
| 1   | Mon Qua Bat Ngờ (Hai De)      | Quang Minh                      | Quê Hương Tình Yêu Và Tuổi Trẻ 7  | 2000 |
| 2   | Ngày Sinh Nhật (Vicky Võ)     | Quang Minh                      | Quê Hương Tình Yêu Và Tuổi Trẻ 8  | 2001 |
| 3   | Đào Kép Mới (Vicky Võ)        | Quang Minh, Trung Tín, Mỹ Trinh | Quê Hương Tình Yêu Và Tuổi Trẻ 9  | 2001 |
| 4   | Cái Hàng Rào (Vicky Vo)       | Quang Minh                      | Quê Hương Tình Yêu Và Tuổi Trẻ 10 | 2002 |
| 5   | Không Ai Hơn Ai (Vicky Vô)    | Quang Minh, Hữu Nghĩa           | Quê Hương Tình Yêu Và Tuổi Trẻ 13 | 2005 |
| 6   | Hạnh Phúc Trong Ta (Hồng Dao) | Quang Minh                      | Quê Hương Tình Yêu Và Tuổi Trẻ 14 | 2006 |
| 7   | Tinh Ban (Tác giá: Vicky Vo)  | Quang Minh, Chí Tài             | Quê Hương Tình Yêu Và Tuổi Trẻ 15 | 2007 |

#### Trung tâm Asia
| STT | Tiết mục                 | Thể hiện với                                                   | Chương trình       | Năm  |
| --- | ------------------------ | -------------------------------------------------------------- | ------------------ | ---- |
| 1   | Ghen                     | Túy Hồng, Chí Tài                                              | Asia 35            | 2001 |
| 2   | Tôi Viết Hài kịch        | Mỹ Trinh, Cindy, Bé Tin, Quang Minh                            | Asia 42            | 2004 |
| 4   | Lắng Nghe Con Tim        | Quang Minh                                                     | Asia 43            | 2004 |
| 5   | Bước Nhảy Tình Yêu       | Kiều Khanh, Quang Minh                                         | Asia 44            | 2004 |
| 6   | Tình Mùa Đông            | Quang Minh                                                     | Asia 45            | 2004 |
| 7   | Ba Thế Hệ                | Jonathan Phan, Quang Minh                                      | Asia 46            | 2005 |
| 8   | Hai Thế Hệ Ca Sĩ         | Mai Thế Hiệp, Jonathan Phan, Cecilia Nguyễn, Quang Minh        | Asia 48            | 2005 |
| 9   | Tình Yêu                 | Tracy, Trung Tín, Quang Minh                                   | Asia 49            | 2005 |
| 10  | Hài kịch                 | Tố Loan, Quang Minh                                            | Asia 50            | 2006 |
| 11  | Đanh Đá Cá Cầy           | Quang Minh                                                     | Asia 51            | 2006 |
| 12  | Nắng Hoàng Hôn           | Jonathan Phan, Quang Minh                                      | Asia 52            | 2006 |
| 13  | Vào Xuân                 | Thi Phan, Neil Đặng, Quang Minh                                | Asia 53            | 2006 |
| 14  | Giải Óc Cá               | Quang Minh                                                     | Asia 54            | 2007 |
| 15  | Kịch Và Đời, Đời Và Kịch | Quỳnh Anh, Lê Huỳnh, Quang Minh                                | Asia 55            | 2007 |
| 16  | Yêu Đời, Yêu Người       | Jonathan Phan, Jennifer, Quang Minh                            | Asia 56            | 2007 |
| 17  | Thẻ Xanh                 | Jonathan Phan, Quỳnh Anh, Quang Minh                           | Asia 57            | 2008 |
| 18  | Quê Hương                | Vicky, Tí Tẹo, Quang Minh                                      | Asia 58            | 2008 |
| 19  | Một Điều Để Nhớ          | Jonathan Phan, Tố Loan, Quang Minh                             | Asia 59            | 2008 |
| 20  | 20, 40, 60               | Jonathan Phan, Quang Minh                                      | Asia 60            | 2008 |
| 21  | Món Quà Sinh Nhật        | Jonathan Phan, Jennifer, Quang Minh                            | Asia 61            | 2009 |
| 22  | Hạnh Phúc Quanh Đây      | Quang Minh                                                     | Asia 62            | 2009 |
| 23  | Ngày Tân Hôn             | Jonathan Phan, Linda, Quang Minh                               | Asia 63            | 2009 |
| 24  | Mong Chờ                 | Quang Minh                                                     | Asia 64            | 2009 |
| 25  | Ngày Giao Thừa           | Quang Minh                                                     | Asia Đón Giao Thừa | 2010 |
| 26  | Chú Tư Cầu               | Jonathan Phan, Diễm Liên, Lê Anh Quân, Y Phụng,Quang Minh      | Asia 65            | 2010 |
| 27  | Đoạn Tuyệt               | Nguyễn Hồng Nhung, Y Phương, Lê Anh Quân, Kim Loan, Quang Minh | Asia 66            | 2010 |
| 28  | Tâm Xuân                 | Đoàn Phi, Hà Thanh Xuân, Quang Minh                            | Asia 67            | 2011 |
| 29  | Xóm Nhỏ Tình Người       | Diễm Liên, Mỹ Huyền, Quang Minh                                | Asia 68            | 2011 |
| 30  | Bến Đợi Đò Qua           | Mỹ Huyền, Tâm Đoan, Hà Thanh Xuân, Quang Minh                  | Asia 70            | 2012 |
| 31  | 32 Năm Ngày Gặp Lại      | Đoàn Phi, Quang Minh                                           | Asia 71            | 2012 |
| 32  | Giấc Mơ                  | Nguyễn Hồng Nhung, Jonathan Phan, Quang Minh                   | Asia 76            | 2015 |

#### Trung tâm Thúy Nga
Hồng Đào từng làm MC cuốn Paris By Night 36 cùng với nhà văn Nguyễn Ngọc Ngạn (năm 1996)
| STT | Tiết mục                                         | Thể hiện với                                                                              | Chương trình                  | Năm  |
| --- | ------------------------------------------------ | ----------------------------------------------------------------------------------------- | ----------------------------- | ---- |
| 1   | Chuyện Cấm Đàn Ông (Ngô Tấn Triển)               | Ái Vân, Trang Thanh Lan                                                                   | Paris By Night 43             | 1998 |
| 2   | Thiên Duyên Tiền Định                            | Trang Thanh Lan, Quang Minh                                                               | Paris By Night 46             | 1998 |
| 3   | Niềm Vui Phụ Nữ                                  | Trang Thanh Lan, Quang Minh                                                               | Paris By Night 48             | 1999 |
| 4   | Ngã Rẽ Cuộc Đời                                  | Trang Thanh Lan, Mỹ Huyền, Quang Minh                                                     | Paris By Night 50             | 1999 |
| 5   | Gia Tài Người Hàng Xóm                           | Trang Thanh Lan, Kiều Linh, Quang Minh, Trúc Linh                                         | Paris By Night 52             | 1999 |
| 6   | Người Đàn Bà Cao Số                              | Ái Vân, Trang Thanh Lan, Quang Minh                                                       | Paris By Night 53             | 2000 |
| 7   | Lá Sầu Riêng Đông Lạnh                           | Mỹ Huyền, Mỹ Trinh, Trang Thanh Lan, Quang Minh                                           | Paris By Night 55             | 2000 |
| 8   | Xoay Chuyển Số Mệnh                              | Trang Thanh Lan, Quang Minh                                                               | Paris By Night 56             | 2000 |
| 9   | Võ Tòng Sát Tẩu                                  | Trang Thanh Lan, Chí Tài, Kiều Linh, Quang Minh                                           | Paris By Night 57             | 2000 |
| 10  | Đam Mê Sân khấu                                  | Trang Thanh Lan, Chí Tài, Quang Minh                                                      | Paris By Night 58             | 2001 |
| 11  | Chung Một Mái Nhà                                | Trang Thanh Lan, Chí Tài, Quang Minh                                                      | Paris By Night 60             | 2001 |
| 12  | Tái Ngộ Tại Tuyệt Tình Cốc                       | Trang Thanh Lan, Bé Mập, Loan Châu, Nguyễn Thành, Nguyễn Hải, Andy Vũ, Amy Vũ, Quang Minh | Paris By Night 61             | 2001 |
| 13  | Tình Không Biên Giới                             | Trang Thanh Lan, Chí Tài, Quang Minh                                                      | Paris By Night 62             | 2001 |
| 14  | Lộng Giả Thành Chân                              | Trang Thanh Lan, Trúc Lam, Calvin Hiệp, Quang Minh                                        | Paris By Night 63             | 2002 |
| 15  | Những Tờ Di Chúc                                 | Trang Thanh Lan, Trúc Lam, Calvin Hiệp, Quang Minh                                        | Paris By Night 65             | 2002 |
| 16  | Lần Đầu Gặp Gỡ                                   | Trang Thanh Lan, Chí Tài, Quang Minh                                                      | Paris By Night 67             | 2002 |
| 17  | Tiếng Hát Điêu Thuyền                            | Chí Tài, Kiều Linh, Calvin Hiệp, Quang Minh                                               | Paris By Night 68             | 2003 |
| 18  | Con Đường Định Mệnh                              | Kiều Linh, Calvin Hiệp, Quang Minh                                                        | Paris By Night 69             | 2003 |
| 19  | Tình Họ Hàng                                     | Kiều Linh, Loan Châu, Quang Minh                                                          | Paris By Night 70             | 2003 |
| 20  | Đắc Kỷ & Trụ Vương                               | Trang Thanh Lan, Chí Tài, Kiều Linh, Thời Danh, Quốc Anh, Quang Minh                      | Paris By Night 71             | 2003 |
| 21  | Madame Moon Talk Show (Hồng Đào)                 | Quang Minh                                                                                | Paris By Night 82             | 2006 |
| 22  | Duyên Lạ Đêm Xuân                                | Quang Minh                                                                                | Paris By Night 113            | 2015 |
| 23  | Tình Rồng Duyên Tiên (Hồng Đào)                  | Bằng Kiều, Diễm Sương, Quang Minh                                                         | Paris By Night 114            | 2015 |
| 24  | High Tech Hay Low Tech (Hồng Đào)                | Mai Tiến Dũng, Daniel Phú, Quang Minh                                                     | Paris By Night 116            | 2015 |
| 25  | Cầm Kỳ Thi Họa (Hồng Đào)                        | Trang Thanh Lan, Hà Thanh Xuân, Nguyễn Hồng Nhung                                         | Paris By Night 127            | 2018 |
| 26  | Một Ngày Ở Tiệm Nail (Nguyễn Ngọc Ngạn)          | Việt Hương, Hoài Tâm, Thúy Nga, Hà Thanh Xuân                                             | Paris By Night 129            | 2019 |
| 27  | Quý Bà Độc Thân (Minh Ngọc, Hoàng Khôi)          | Minh Nhí, Hoài Tâm, Thiện Ngô, Văn Ruy, Quang Lê                                          | Paris By Night 132            | 2022 |
| 28  | Như Một Cuộc Chia Tay (Nhóm kịch Thúy Nga)       | Trang Thanh Lan, Việt Hương, Hoài Tâm                                                     | Paris By Night 133            | 2022 |
| 29  | Lời Cảm Ơn Nguyễn Ngọc Ngạn (Nhóm kịch Thúy Nga) | Việt Hương, Hoài Tâm, Thuận Nguyễn                                                        | Paris By Night 134            | 2023 |
| 30  | Ghen (Minh Dự)                                   | Hoài Tâm, Trang Thanh Lan, Thiện Ngô, Hương Thủy, Quang Lê                                | Paris By Night Tiếu Vương Hội | 2023 |
| 31  | Mãi Mãi Bên Em (Minh Dự)                         | Minh Dự, Anh Dũng, Thiện Ngô                                                              | Paris By Night 135            | 2023 |

#### Trong nhà ngoài phố
| Vở                | Thể hiện với | Vai                | Năm |
| ----------------- | --- | ------------------ | --- |
| Chuyện lề đường   | NSND Hồng Vân, Thanh Thủy, Minh Phượng, Lê Vũ Cầu, Nguyễn Dương, Minh Hoàng, Tấn Thi, Minh Nhí, NSƯT Hữu Châu, Thu Tuyết, Cát Phượng, Hùng Lâm, Nguyễn Châu, Hoàng Sơn | Cô bé bán thuốc lá | ?   |
| Mối tình trắc trở | NSƯT Bảo Quốc, Quốc Hòa, Minh Hoàng, Thu Ba | Hoàng Kim          | ?   |

### Bi hài kịch
| Vở              | Thể hiện với | Vai        | Năm  |
| --------------- | --- | ---------- | ---- |
| Những Mảnh Tình | Quang Minh, Việt Thảo, Nguyễn Hồng Nhung, Nguyên Khang, Diễm Liên, Ngọc Đan Thanh, Hà Thanh Xuân, Anh Dũng, Trang Thanh Lan, Calvin Hiệp, Quốc Tuấn, Mỹ Loan, Bé Iann Nguyễn, Bác sĩ: Michael Đào, Trường Vũ, Lưu Việt Hùng | Bác sĩ Mai | 2013 |
| 100 Ngày Yêu    | Quang Minh, Bảo Quốc, Ngọc Đan Thanh, Nguyễn Hồng Nhung, Diễm Liên, Hoàng Châu, Trang Thanh Lan, Nguyên Khang | Hạnh       | 2016 |

## Chương trình truyền hình
| Năm  | Chương trình                  | Vai trò              | Phát sóng trên            |
| ---- | ----------------------------- | -------------------- | ------------------------- |
| 2016 | Học viện danh hài             | Giám khảo            | VTV6                      |
| 2016 | Người hóa thân số 1           | Giám khảo            | THVL1                     |
| 2016 | Ơn giời, cậu đây rồi! (mùa 3) | Trưởng phòng         | VTV3                      |
| 2016 | Bí mật đêm Chủ Nhật (mùa 2)   | Người chơi cố định   | HTV7                      |
| 2016 | Kỳ tài thách đấu              | Người chơi cố định   | HTV7                      |
| 2016 | Người bí ẩn (mùa 3)           | Đội nhà              | HTV7                      |
| 2017 | Người bí ẩn (mùa 4)           | Đội nhà              | HTV7                      |
| 2017 | Ơn giời, cậu đây rồi! (mùa 4) | Trưởng phòng         | VTV3                      |
| 2017 | Là vợ phải thế                | MC                   | HTV7                      |
| 2019 | Mẹ là nhất                    | MC                   | HTV7                      |
| 2019 | Sàn chiến giọng hát           | Nhà đầu tư           | VTV3                      |
| 2023 | Có hẹn cùng thanh xuân        | Nhân vật trải nghiệm | VTV3                      |
| 2024 | The Next Comedians            | Giám khảo            | YouTube Hoài Tâm Official |